# 外崎潤
外崎 潤（とのさき じゅん、1984年1月9日 - ）は、北海道出身の元アイスホッケー選手。ポジションはディフェンス。

## 経歴
札幌市立上野幌中学校、北海高等学校、明治大学を経て、2006-2007年シーズンに日本製紙クレインズへ入団。